# Cantonul Bois-Colombes
Cantonul Bois-Colombes este un canton din arondismentul Nanterre, departamentul Hauts-de-Seine, regiunea Île-de-France, Franța.

## Comune
| Comune        | Populație (1999) | Cod poștal | Cod INSEE |
| ------------- | ---------------- | ---------- | --------- |
| Bois-Colombes | 27.809           | 92270      | 92 009    |